# Callahan State Park
Callahan State Park es un área de recreación pública con una cobertura de 958 acres. El parque está dividido mayoritariamente en Framingham, Marlborough y Massachusetts, con una pequeña sección en la ciudad contigua de Southborough. El parque está dirigido por el Departamento de Conservación y Recreación.

## Historia
El parque abrió con 435 acres en 1970. Este fue oficialmente nombrado en honor del periodista local  Raymond J. Callahan por un acto de la legislatura de Massachusetts en 1971.

## Flora y fauna

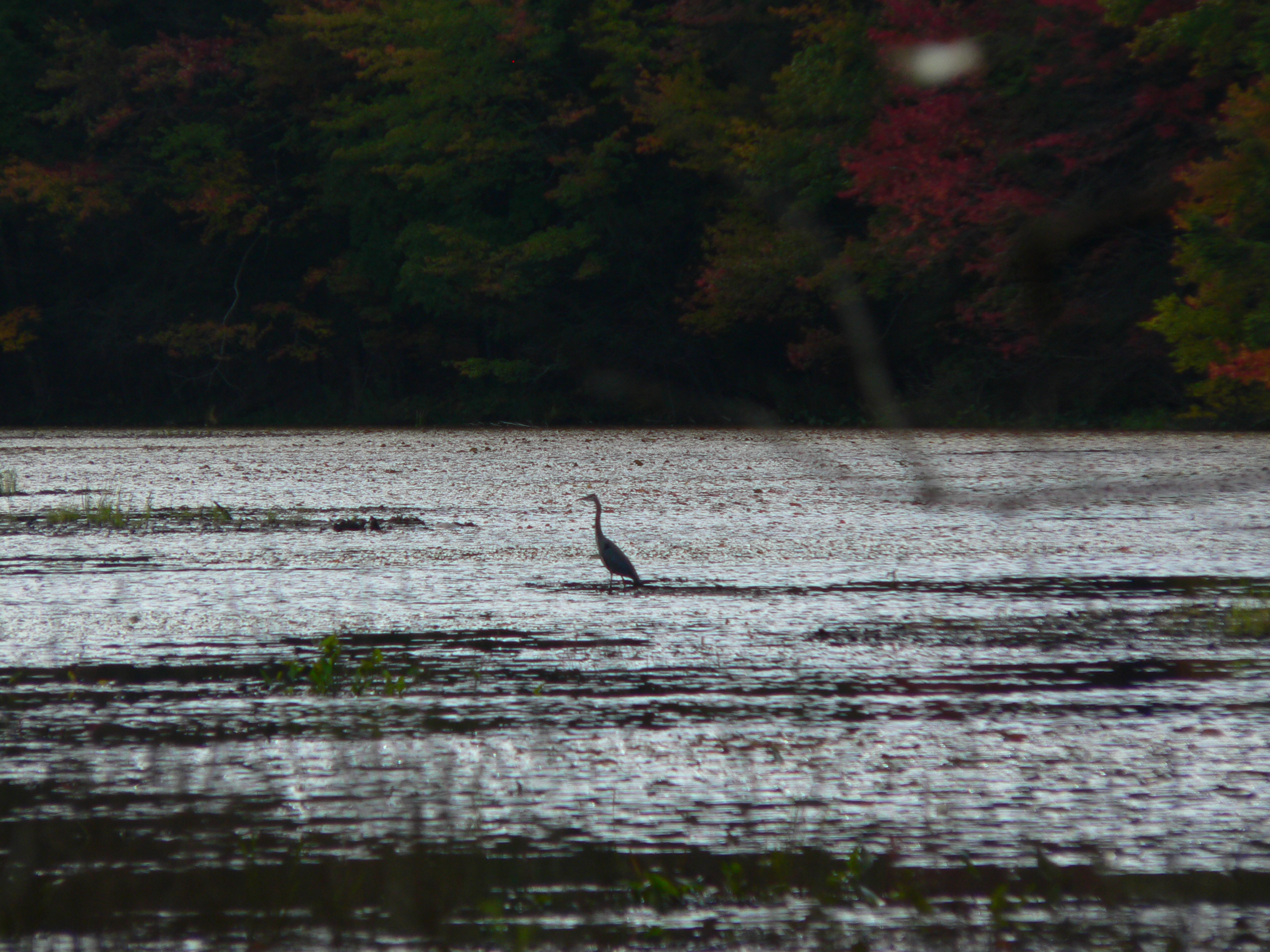
Callahan State Park, Framingham, Massachusetts

El parque es la residencia de una gran variedad de árboles tanto coníferos como caducifolios. La flora y fauna incluye tortugas merodeadoras, tortugas moteadas, tortugas de vientre rojo, ciervo de cola blanca, culebras de agua, ranas de árbol, la mayoría de las variedades de ranas y sapos de Nueva Inglaterra, visones, marta pescadora, zorro rojo, coyote, lobina negra en el lago "Águila", varias truchas comunes, pez luna y pez sol, garzas, garcetas, charlatanes, pez dorado, orioles, ratonero de cola roja, ruiseñores, gorriones, vencejos, quiscales, tordos, pájaros cantores, búho barrado, otras aves de presa, zorzal robines, cardenales, y arrendajos azules. Las Moscas de venado, garrapatas, y mosquitos son comunes. Además, culebras pueden ser vistas tomando el sol encima caminos sucios en primavera y verano.

## Actividades y amenidades

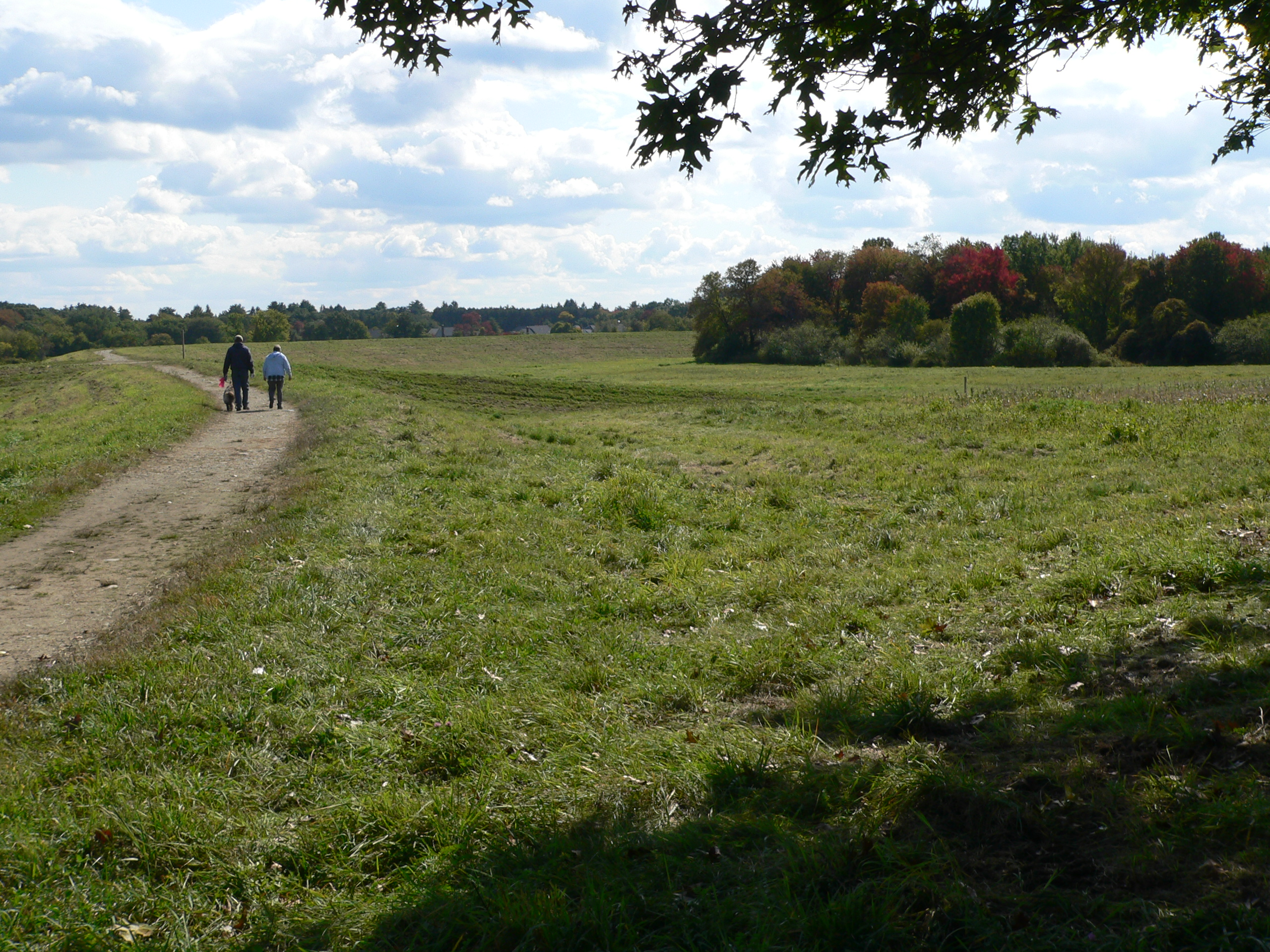
Callahan State Park, Framingham, Massachusetts

El parque cuenta con 11 km de caminos para excursión, bici de montaña, esquí de fondo y montaje de caballo. Pasear a tus perros es una actividad común que hacer. La Bay Circuit Trail es un camino que cruza la Bahía a través del parque. Los estacionamientos están situados en la calle Millwood y en las carreteras Edmands y Broadmeadow.